# Tjallingii
Tjallingii is een van oorsprong Friese achternaam. De naam is een vergriekste of verlatijnste vorm van het patroniem Tjallingius (van Tjalling).

## Aantallen naamdragers

### Nederland
In Nederland kwam de naam in 2007 66 keer voor. De grootste concentratie woonde toen in Franekeradeel met 7 naamdragers  daar. 

### België
In België kwam de naam zowel in 2008 als in 1998 niet voor.

## Nederlandse personen
- Maarten Tjallingii (1977), wielrenner